# Герб Шкотовского района
Герб муниципального образования Шкотовский район Приморского края Российской Федерации — является официальным символом района.
Герб утверждён Решением № 243 Думы Шкотовского муниципального района 26 мая 2006 года.
Герб внесён в Государственный геральдический регистр Российской Федерации под номером 4194.

## Описание герба
«В червленом поле над лазоревой оконечностью, обремененной золотой рыбой, соединенные основаниями три золотые кедровые шишки (1 и 2) и три хвойных кедровых побега (2 и 1) того же металла».

Герб Шкотовского района может воспроизводиться в двух равно допустимых версиях: без вольной части и с вольной частью — четырёхугольником, примыкающим к верхнему правому углу герба Шкотовского района с воспроизведенными в нём фигурами герба Приморского края.
Герб Шкотовского района может воспроизводиться без короны и со статусной территориальной короной.
Версия герба со статусной территориальной короной применяется после принятия Государственным геральдическим Советом при Президенте Российской Федерации соответствующего порядка включения в гербы муниципальных образований изображения статусных территориальных корон.

## Описание символики
Герб символизирует историко-географические и экономико-политические особенности Шкотовского района.
В Шкотовском районе расположена значительная часть Уссурийского заповедника. Одно из его богатств — крупный массив кедрово-широколиственных лесов. Особое место среди многих представителей флоры этих лесов занимает корейский кедр, обеспечивающий питанием животный мир тайги. Для многих коренных жителей Сибири и Приамурья кедр наравне с лиственницей является священным деревом. Кедровые шишки с побегами в гербе района символизируют богатство природы Приморского края, связь человека с природой, прошлого с настоящим.
Расположенный на берегу Уссурийского залива Шкотовский район богат рыбными запасами, имеющими промышленное значение. В бухтах и реках района водится терпуг, камбала, навага, корюшка, треска, минтай, кукумария, гребешок и другие виды рыб и морепродуктов. Все они символически представлены изображением рыбы на гербе района.
Кедровые шишки и рыба изображены золотыми, что символически отражает богатство здешних мест не только лесами и водными просторами, но и природными ресурсами в виде залежей редких металлов (германия), углей (бурого и каменного) и золота.
Но главное богатство района — люди, которые своим трудом приумножили эти богатства, а своей самоотверженностью отстояли эту землю от посягательств интервентов в годы Гражданской войны и на фронтах Отечественной войны, что символически отражено на гербе красным цветом. Красный цвет — символ мужества, решимости, трудолюбия, жизнеутверждающей силы и красоты.
Золото является символом власти, постоянства, уважения, великодушия.
Лазурь — символизирует все водные ресурсы района (Уссурийский залив, реки и водохранилища). Лазоревый цвет символизирует честь, преданность, истину и добродетели.

## История герба
В 2000 году к 75-летию Шкотовского района отделом архитектуры был объявлен конкурс в газете «Взморье» на лучший герб Шкотовского района.
Известен такой проект герба Шкотовского района, разработанный творческой группой «АС»: В зелёном поле золотая дальневосточная козуля в прыжке и полусилуэт ели, в шиповидной голубой оконечности — надпись 1926.
Утверждённый в 2006 году вариант герба Шкотовского района был разработан при содействии Союза геральдистов России.
Авторы герба: идея герба — Ю. Ахметшин (Шкотовский район); геральдическая консультация — Константин Мочёнов (Химки); художник и компьютерный дизайн — Оксана Афанасьева (Москва); обоснование символики — Вячеслав Мишин (Химки).